# Persone di nome John/Pittori
| Questa pagina contiene informazioni ricavate automaticamente dalle voci biografiche con l'ausilio del template Bio e di un bot. L'aggiornamento è periodico e automatico e ricostruisce completamente la pagina. Se manca una persona in questa lista, sei pregato di non aggiungerla, ma accertati piuttosto che la sua voce biografica contenga il template Bio e che i dati anagrafici siano correttamente compilati. Se il template Bio manca, inseriscilo tu stesso o, in alternativa, metti l'avviso {{tmp\|Bio}} che ne segnala la mancanza. Se i dati riportati sono sbagliati, correggi direttamente la voce biografica; le modifiche saranno visibili in questa lista entro pochi giorni. Per chiarimenti vedi il progetto antroponimi. La lista contiene solo le 69 persone che sono citate nell'enciclopedia e per le quali è stato implementato correttamente il template Bio. Pagina aggiornata al 6 mag 2025. |

Questa è una lista di persone presenti nell'enciclopedia che hanno il nome John e sono pittori.

## A(3)
- John White Abbott, pittore inglese (Exeter, n. 1763 - † 1851)
- John Brown Abercromby, pittore britannico (n. 1843 - † 1929)
- John Absolon, pittore inglese (Londra, n. 1815 - † 1895)

## B(6)
- John Noble Barlow, pittore inglese (Manchester, n. 1861 - Penzance, † 1917)
- John D. Batten, pittore, illustratore e incisore britannico (Plymouth, n. 1860 - † 1932)
- John Bauer, pittore e illustratore svedese (Jönköping, n. 1882 - Vättern, † 1918)
- John Beech, pittore e scultore britannico (Winchester, n. 1964)
- John Bratby, pittore e scrittore britannico (Wimbledon, n. 1928 - Hastings, † 1992)
- John Brett, pittore britannico (vicino a Reigate, n. 1831 - Londra, † 1902)

## C(9)
- John William Casilear, pittore e incisore statunitense (New York, n. 1811 - Saratoga Springs, † 1893)
- John Closterman, pittore tedesco (Osnaburg, n. 1656 - † 1713)
- John Constable, pittore inglese (East Bergholt, n. 1776 - Londra, † 1837)
- John Singleton Copley, pittore statunitense (Boston, n. 1738 - Londra, † 1815)
- John Rogers Cox, pittore statunitense (Terre Haute, n. 1915 - Louisville, † 1990)
- John Robert Cozens, pittore britannico (Londra, n. 1752 - Londra, † 1797)
- John Craxton, pittore britannico (Londra, n. 1922 - † 2009)
- John Crome, pittore e incisore inglese (Norwich, n. 1768 - Norwich, † 1821)
- John Currin, pittore statunitense (Boulder, n. 1962)

## D(2)
- John de Critz, pittore fiammingo (Anversa, n. 1551 - Londra, † 1642)
- John De Mansfield Absolon, pittore inglese (Londra, n. 1843 - Perth, † 1879)

## F(1)
- John Anster Fitzgerald, pittore inglese (Lambeth, n. 1819 - † 1906)

## G(3)
- John William Godward, pittore inglese (Wimbledon, n. 1861 - Londra, † 1922)
- John Alexander Gresse, pittore, incisore e collezionista d'arte britannico (Londra, n. 1741 - Londra, † 1794)
- John Atkinson Grimshaw, pittore britannico (Leeds, n. 1836 - Leeds, † 1893)

## H(3)
- John Haslem, pittore britannico (Carrington, n. 1808 - † 1884)
- John Hoppner, pittore inglese (Londra, n. 1758 - Londra, † 1810)
- John Hoskins il Vecchio, pittore e miniatore inglese (Wells, n. 1590 - Londra, † 1664)

## I(1)
- John Ingleby, pittore e miniaturista britannico (Halkyn, n. 1749 - Halkyn, † 1808)

## K(3)
- John Kane, pittore statunitense (West Calder, n. 1860 - Pittsburgh, † 1934)
- John Frederick Kensett, pittore e incisore statunitense (Cheshire, n. 1816 - New York, † 1872)
- John Gerrard Keulemans, pittore e illustratore olandese (Rotterdam, n. 1842 - Londra, † 1912)

## L(4)
- John La Farge, pittore e scrittore statunitense (New York, n. 1835 - Providence, † 1910)
- John Lavery, pittore irlandese (Belfast, n. 1856 - Kilmoganny, † 1941)
- John Frederick Lewis, pittore inglese (Londra, n. 1805 - Walton-on-Thames, † 1876)
- John Linnell, pittore britannico (Bloomsbury, n. 1792 - Redhill, † 1882)

## M(5)
- John Marin, pittore statunitense (Rutherford, n. 1870 - Cliffside, † 1953)
- John Martin, pittore, incisore e illustratore inglese (Haydon Bridge, n. 1789 - Isola di Man, † 1854)
- John Everett Millais, pittore e illustratore inglese (Southampton, n. 1829 - Londra, † 1896)
- John Collingham Moore, pittore inglese (Gainsborough, n. 1829 - St John's Wood, † 1880)
- John Hamilton Mortimer, pittore inglese (Eastbourne, n. 1740 - Londra, † 1779)

## N(1)
- John Nash, pittore britannico (Londra, n. 1893 - Colchester, † 1977)

## O(2)
- John Olsen, pittore e viaggiatore australiano (Newcastle, n. 1928 - Bowral, † 2023)
- John Opie, pittore inglese (Trevellas, n. 1761 - Londra, † 1807)

## R(4)
- John Francis Rigaud, pittore britannico (Torino, n. 1742 - Great Packington, † 1810)
- John Riley, pittore britannico (n. 1646 - † 1691)
- John Runciman, pittore scozzese (Edimburgo, n. 1744 - Napoli)
- John Peter Russell, pittore australiano (Sydney, n. 1858 - Sydney, † 1930)

## S(9)
- John Saint-Helier Lander, pittore inglese (Saint Helier, n. 1868 - Witley, † 1944)
- John Singer Sargent, pittore statunitense (Firenze, n. 1856 - Londra, † 1925)
- John Shackleton, pittore inglese (Londra, † 1767)
- John, II Simmons, pittore, illustratore e incisore inglese (Bristol, n. 1823 - Bristol, † 1876)
- John Simpson, pittore britannico (Londra, n. 1782 - † 1847)
- John French Sloan, pittore statunitense (Lock Haven, n. 1871 - Hanover, † 1951)
- John Raphael Smith, pittore e incisore britannico (n. 1752 - † 1812)
- John Warwick Smith, pittore e illustratore inglese (Irthington, n. 1749 - Londra, † 1831)
- John Roddam Spencer Stanhope, pittore inglese (Cawthorne, n. 1829 - Bellosguardo, † 1908)

## T(3)
- John Tenniel, pittore e illustratore britannico (Londra, n. 1820 - Londra, † 1914)
- John Trumbull, pittore statunitense (Lebanon, n. 1756 - New York, † 1843)
- John Henry Twachtman, pittore e docente statunitense (Cincinnati, n. 1853 - Gloucester, † 1902)

## V(3)
- John Vanderlyn, pittore statunitense (Kingston, n. 1775 - Kingston, † 1852)
- John Varley, pittore e astrologo britannico (Hackney, n. 1778 - Londra, † 1842)
- Keith Vaughan, pittore e fotografo britannico (Selsey, n. 1912 - Londra, † 1977)

## W(6)
- John Laurie Wallace, pittore irlandese (Garvagh, n. 1864 - Omaha, † 1953)
- John William Waterhouse, pittore britannico (Roma, n. 1849 - Londra, † 1917)
- John Reinhard Weguelin, pittore e illustratore inglese (South Stoke, n. 1849 - Hastings, † 1927)
- John Wells, pittore inglese (Londra, n. 1907 - Penwith, † 2000)
- Christopher Wood, pittore britannico (Knowsley, n. 1901 - Salisbury, † 1930)
- John Michael Wright, pittore britannico (Londra, n. 1617 - Londra, † 1694)

## Y(1)
- John Butler Yeats, pittore irlandese (Tullylish, n. 1839 - New York, † 1922)